# IMR Legendary Powders
IMR Legendary Powders é  uma marca registrada da empresa Hodgdon Powder Company, usada por ela para distribuir uma determinada linha das pólvoras que produz.
A Hodgdon passou a comercializar uma linha de pólvoras sob o nome IMR Legendary Powders, como por exemplo em 2014, as pólvoras extrudadas: IMR 4166™, IMR 4451™ e IMR 7977™; e em 2016, as pólvoras para pistolas e espingardas: IMR Target™, IMR Red™, IMR Green™, IMR Unequal™, e IMR Blue™.

## Histórico
As iniciais "IMR" remontam à época que a DuPont fabricava pólvora para o programa Improved Military Rifle (desde a Primeira Guerra Mundial), e acabaram se tornando uma marca. A marca "IMR" foi registrada em 2002 para a IMR Powder Company que foi adquirida pela Hodgdon Powder Company em 2003, e esta última passou a comercializar pólvoras sob essa marca de nome composto: "IMR Legendary Powders".

## Utilização
As IMR Legendary Powders são popularmente usadas em cartuchos de armas de fogo esportivas e militares/policiais. Essa linha de pólvora sem fumaça é adequada para carregar muitos cartuchos para rifles, revólveres e espingardas.

## Produtos
A DuPont lançou seu primeiro guia de recarga manual na década de 1950, com o objetivo de recarregar cartuchos de espingardas. A linha IMR Legendary Powders inclui pólvoras para recarga de rifles, revólveres e espingardas.

### IMR Legendary Powders
| - Rifle powders - 3031 - 4007 SSC - 4064 - 4166 - 4198 - 4227 - 4320 - 4350 - 4831 - 4895 - 7828 - 8208 XBR |  | - Handgun powders - PB - SR-7625 - SR-4756 - SR-4759 - Trail Boss - Shotgun powders - 700-X - 800-X - Blue - Green - Red - Target - Unequal |